# Новосюрюкаєво
Новосюрюка́єво (рос. Новосюрюкаево) — присілок у складі Салаватського району Башкортостану, Росія. Входить до складу Мурсалімкінської сільської ради.
Населення — 145 осіб (2010; 212 в 2002).
Національний склад:
- башкири — 98 %